# Nazionale maschile di pallacanestro del Belize
La nazionale di pallacanestro del Belize è la rappresentativa cestistica del Belize ed è posta sotto l'egida della Federazione cestistica del Belize.

## Piazzamenti

### Campionati centramericani
- 1999 - 7°
- 2010 - 7°

### Campionati centramericani COCABA
- 2004 - 7°
- 2006 -  3°
- 2009 -  2°

## Formazioni

### Campionati centramericani
Campionato centramericano maschile di pallacanestro 1999Cárcamo, Carter, Fuller, Garcia, Garnett, Jones, Leslie, Myvett, Palacio, Sanchez, Smith, Watson, All. David Greenwood
Campionato centramericano maschile di pallacanestro 20104 Leslie, 5 Palacio, 6 Jacob, 7 Watson, 8 Cárcamo, 9 Burgess, 10 Troyer, 11 Paulino, 12 Carter, 13 Itza, 14 Jourdon, 15 Acosta,        All. Marques Johnson

### Campionati centramericani COCABA
Campionato centramericano COCABA maschile di pallacanestro 2004Augustine, Smith, Swasey, Broaster, Bovell, García, All. -
Campionato centramericano COCABA maschile di pallacanestro 2006Acosta, Williams, Sanchez, Augustine, Burgess, Smith, Carter, Troyer, Gladden, Paulino, Cherrington, Broaster, All. Kevin Siroki
Campionato centramericano COCABA maschile di pallacanestro 2009Allen, Braddick, Cárcamo, Felix, Garnett, Jourdan, Palacio, Stokes, All. -

### Campionati caraibici
Campionato caraibico maschile di pallacanestro 2000Acosta, Cárcamo, Simpliss, Jones, Ki. Smith, Myvette, Carter, Sanchez, Bovell, Garcia, Ke. Smith, Fuller, All. Ron Abegglen